# Oscarsgalan 1981
Oscarsgalan 1981 var den 53:e upplagan av Academy Awards som belönade insatser inom film från 1980 och sändes från Dorothy Chandler Pavilion i Los Angeles den 31 mars 1981. Årets värd var Johnny Carson för tredje gången i rad.

## Vinnare och nominerade
Vinnarna listas i fetstil.
| Bästa film | Bästa regi |
| --- | --- |

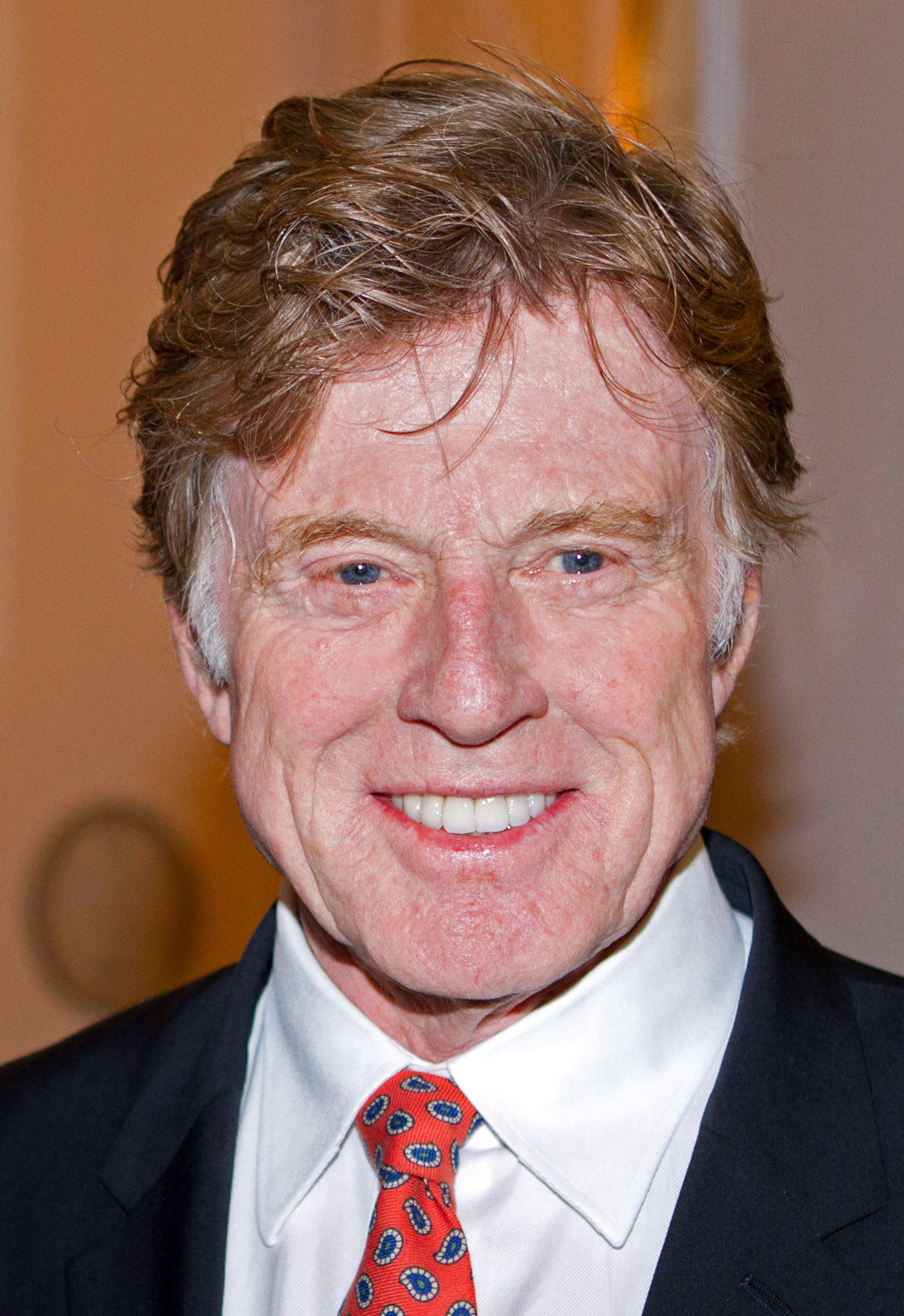
Robert Redford
Bästa regi

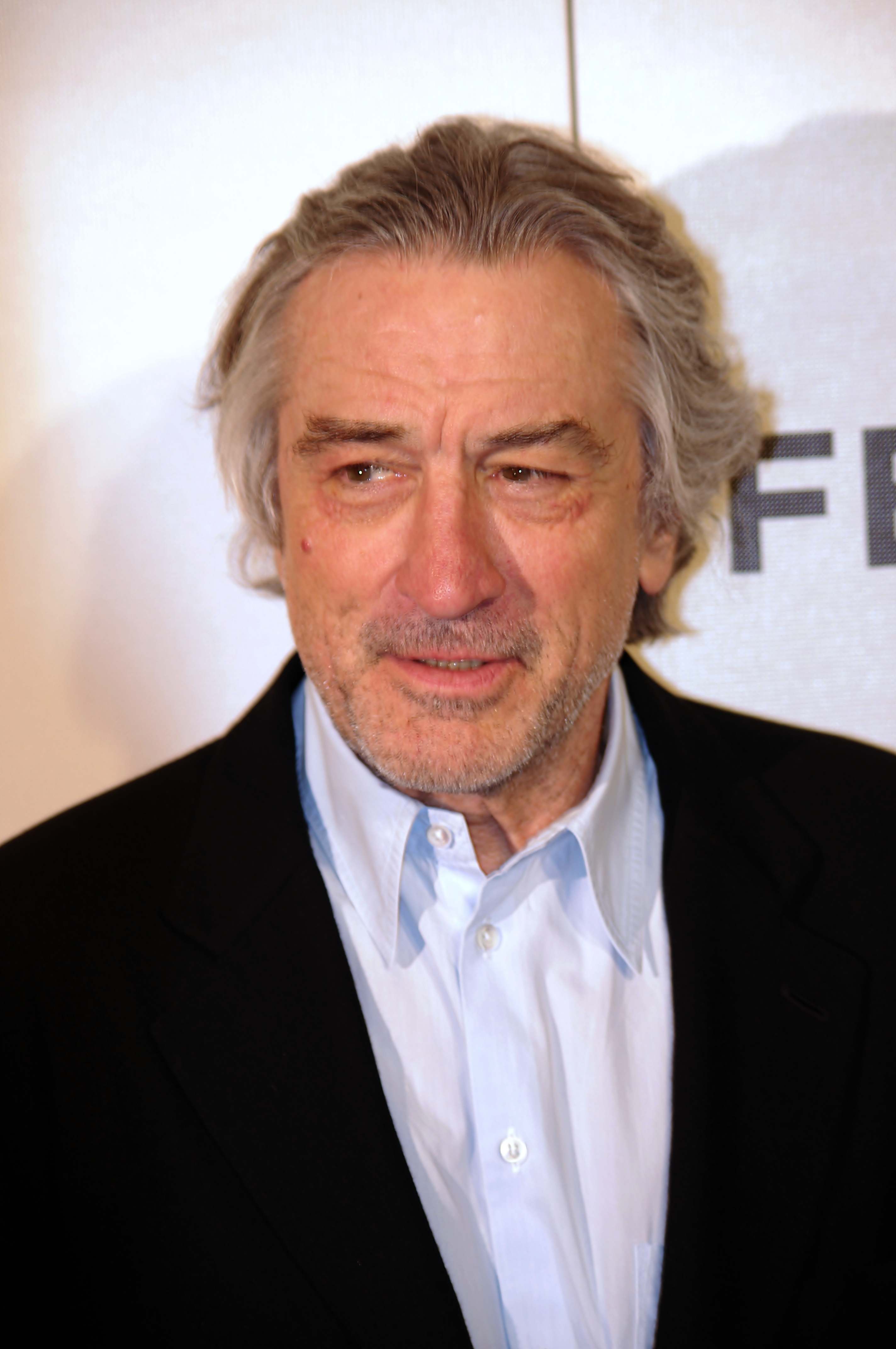
Robert De Niro
Bästa manliga huvudroll

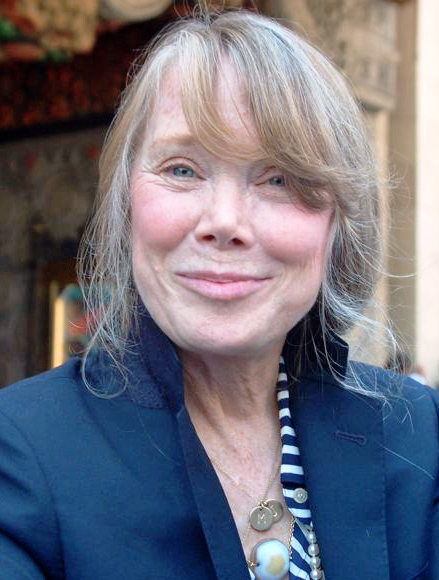
Sissy Spacek
Bästa kvinnliga huvudroll

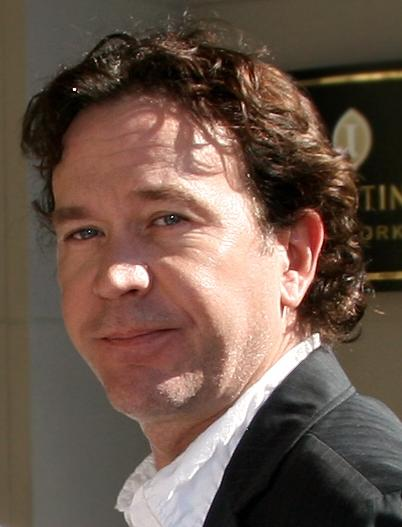
Timothy Hutton
Bästa manliga biroll

Mary Steenburgen
Bästa kvinnliga biroll

| - En familj som andra – Ronald L. Schwary - Loretta – Bernard Schwartz - Elefantmannen – Jonathan Sanger - Tjuren från Bronx – Irwin Winkler och Robert Chartoff - Tess – Claude Berri och Timothy Burrill | - Robert Redford – En familj som andra - David Lynch – Elefantmannen - Roman Polański – Tess - Richard Rush – Stuntmannen - Martin Scorsese – Tjuren från Bronx |
| Bästa manliga huvudroll | Bästa kvinnliga huvudroll |
| - Robert De Niro – Tjuren från Bronx - Robert Duvall – Esset - John Hurt – Elefantmannen - Jack Lemmon – Vi älskar dig skitstövel! - Peter O'Toole – Stuntmannen | - Sissy Spacek – Loretta - Ellen Burstyn – Åter till livet - Goldie Hawn – Tjejen som gjorde lumpen - Mary Tyler Moore – En familj som andra - Gena Rowlands – Gloria |
| Bästa manliga biroll | Bästa kvinnliga biroll |
| - Timothy Hutton – En familj som andra - Judd Hirsch – En familj som andra - Michael O'Keefe – Esset - Joe Pesci – Tjuren från Bronx - Jason Robards – Melvin och Howard | - Mary Steenburgen – Melvin och Howard - Eileen Brennan – Tjejen som gjorde lumpen - Eva Le Gallienne – Åter till livet - Cathy Moriarty – Tjuren från Bronx - Diana Scarwid – Drömmen om seger |
| Bästa originalmanus | Bästa manus efter förlaga |
| - Melvin och Howard – Bo Goldman - Brubaker – W.D. Richter och Arthur A. Ross - Fame – Christopher Gore - Min farbror från Amerika – Jean Gruault - Tjejen som gjorde lumpen – Nancy Meyers, Charles Shyer och Harvey Miller                                                                                   | - En familj som andra – Alvin Sargent - Ärans fält – Jonathan Hardy, David Stevens och Bruce Beresford - Loretta – Thomas Rickman - Elefantmannen – Christopher De Vore, Eric Bergren och David Lynch - Stuntmannen – Lawrence B. Marcus och Richard Rush |
| Bästa icke-engelskspråkiga film | Bästa ljud |
| - Moskva tror inte på tårar (Sovjetunionen) - Fullständigt förtroende (Ungern) - Kagemusha – spökgeneralen (Japan) - Sista tåget (Frankrike) - El nido (Spanien) | - Rymdimperiet slår tillbaka – Bill Varney, Steve Maslow, Gregg Landaker och Peter Sutton - Experimentet – Arthur Piantadosi, Les Fresholtz, Michael Minkler och Willie D. Burton - Loretta – Richard Portman, Roger Heman Jr. och James R. Alexander - Fame – Michael J. Kohut, Aaron Rochin, Jay M. Harding och Christopher Newman - Tjuren från Bronx – Donald O. Mitchell, Bill Nicholson, David J. Kimball och Les Lazarowitz |
| Bästa dokumentär | Bästa kortfilmsdokumentär |
| - Mozart efter Mao – Murray Lerner - Agee – Ross Spears - The Day After Trinity – Jon Else - Front Line – David Bradbury - Den gula stjärnan – Bengt von zur Mühlen och Arthur Cohn | - Karl Hess: Toward Liberty – Roland Hallé och Peter W. Ladue - Don't Mess with Bill – John Watson och Pen Densham - The Eruption of Mount St. Helens! – George Casey - It's the Same World – Dick Young - Luther Metke at 94 – Richard Hawkins och Jorge Preloran |
| Bästa kortfilm | Bästa animerade kortfilm |
| - The Dollar Bottom – Lloyd Phillips - Fall Line – Robert Carmichael och Greg Lowe - A Jury of Her Peers – Sally Heckel | - A Légy – Ferenc Rófusz - Tout rien – Frédéric Back - History of the World in Three Minutes Flat – Michael Mills |
| Bästa filmmusik | Bästa sång |
| - Fame – Michael Gore - Experimentet – John Corigliano - Elefantmannen – John Morris - Rymdimperiet slår tillbaka – John Williams - Tess – Philippe Sarde | - "Fame" från Fame – Musik av Michael Gore; Text av Dean Pitchford - "9 to 5" från 9 till 5 – Musik och Text av Dolly Parton - "On the Road Again" från På väg igen – Musik och Text av Willie Nelson - "Out Here on My Own" från Fame – Musik av Michael Gore; Text av Lesley Gore - "People Alone" från Tävlingen – Musik av Lalo Schifrin; Text av Will Jennings                                                                |
| Bästa scenografi | Bästa foto |
| - Tess – Pierre Guffroy och Jack Stephens - Loretta – John W. Corso och John M. Dwyer - Elefantmannen – Stuart Craig, Robert Cartwright och Hugh Scaife - Rymdimperiet slår tillbaka – Norman Reynolds, Leslie Dilley, Harry Lange, Alan Tomkins och Michael Ford - Kagemusha – spökgeneralen – Yoshirô Muraki | - Tess – Geoffrey Unsworth och Ghislain Cloquet (postumt) - Den blå lagunen – Néstor Almendros - Loretta – Ralf D. Bode - Den hemliga formeln – James Crabe - Tjuren från Bronx – Michael Chapman |
| Bästa kostym | Bästa klippning |
| - Tess – Anthony Powell - Elefantmannen – Patricia Norris - Min lysande karriär – Anna Senior - Någonstans i tiden – Jean-Pierre Dorléac - I sista sekunden – Paul Zastupnevich | - Tjuren från Bronx – Thelma Schoonmaker - Loretta – Arthur Schmidt - Tävlingen – David E. Blewitt - Elefantmannen – Anne V. Coates - Fame – Gerry Hambling |

### Heders-Oscar
- Henry Fonda

### Special Achievement-Oscar
- Brian Johnson, Richard Edlund, Dennis Muren och Bruce Nicholson för specialeffekterna i Rymdimperiet slår tillbaka

### Filmer med flera nomineringar
- 8 nomineringar: Elefantmannen och Tjuren från Bronx
- 7 nomineringar: Loretta
- 6 nomineringar: En familj som andra, Fame och Tess
- 3 nomineringar: Melvin och Howard, Rymdimperiet slår tillbaka, Stuntmannen och Tjejen som gjorde lumpen
- 2 nomineringar: Esset, Experimentet, Kagemusha – spökgeneralen, Tävlingen och Åter till livet

### Filmer med flera vinster
- 4 vinster: En familj som andra
- 3 vinster: Tess
- 2 vinster: Fame, Melvin och Howard och Tjuren från Bronx

### Sveriges bidrag
Sverige skickade in Herr Puntila och hans dräng Matti till galan som det svenska bidraget för priset i kategorin Bästa icke-engelskspråkiga film. Den blev inte nominerad.